# Мистерията на българските гласове
 Тази статия е за поредицата албуми.  За хора вижте Мистерията на българските гласове (хор).  
„Мистерията на българските гласове“ (на френски: Le Mystère des Voix Bulgares) е поредица от четири албума с компилации на обработена и авторска българска народна музика, издадени от швейцарския продуцент Марсел Селие.
В тях са включени изпълнения на няколко професионални български хорове: Женски хор при Ансамбъла за народни песни на Българското радио, Хор при Ансамбъл „Филип Кутев“, Хор „Тракия“, Хор при ансамбъл „Пирин“, Хор при Ансамбъл „Толбухин“ и Хор при ансамбъл „Родопа“.
Макар още при издаването си първият албум да получава френската награда „Гран При дю Диск“, той получава по-широка известност след преиздаването му в Съединените щати през 1987 година. Този успех е последван от втория албум, издаден през 1988 година, който влиза в класацията за уърлд мюзик на списание „Билборд“, а през 1989 година получава награда „Грами“ за традиционна фолклорна музика.
„Мистерията на българските гласове“ постига значителен търговски успех, възползвайки се от вълната на уърлд мюзик в края на 80-те години. Поредицата прилага успешна насочена към западната публика маркетингова стратегия, приписваща на хоровите обработки на българска народна музика архаичност и ориентализираща екзотичност. В България, където този музикален стил е активно лансиран от режима още от 50-те години, албумите не получават особена популярност.
След търговския успех на албумите в края на 80-те години Женският хор при Ансамбъла за народни песни на Българското радио започва да прави турнета в чужбина, използвайки името на албумите, а по-късно се преименува на „Мистерията на българските гласове“.

## Албуми
- 1975 Le Mystère des Voix Bulgares, Compilation, Disques Cellier
- 1988 Le Mystère des Voix Bulgares, volume II, Disques Cellier
- 1989 Le Mystère des Voix Bulgares, volume III, Disques Cellier
- 1998 Le Mystère des Voix Bulgares, volume IV, Disques Cellier [3]